# Élections législatives de 2007 en république du Congo
Des élections législatives se sont déroulées en 2007 en République du Congo. Le premier tour s'est tenu le 24 juin, le 8 et le 15 juillet. Dans les circonscriptions où aucun candidat n’a obtenu la majorité absolue, un second tour, initialement prévu le 22 juillet, a eu lieu le 5 août.
Près de deux millions de Congolais sont allés voter ce jour-là.

## Boycott de l'opposition
Le général Emmanuel Ngouélondélé Mongo, leader du Cercle de réflexion pour un nouvel ordre national (CRNON), et Me Ambroise Hervé Malonga, président la Convention des Républicains (CR), ont, lors d’une conférence de presse à Brazzaville le 12 mai 2007, appelé au boycott des élections législatives. Ils reprochent au gouvernement de mettre en place une « mascarade électorale », insistant sur le fait que le gouvernement refuse d’installer une commission électorale indépendante, conformément aux normes démocratiques fixées par la conférence de Bamako et l’Union africaine.

## Candidats
Selon la Commission nationale d'organisation des élections (Conel), 1 807 candidats se sont présentés pour briguer les 137 sièges.

## Premier tour
Le premier tour a été organisé le 24 juin 2007.
L’opposition, qui avait demandé le report des élections, et l'Observatoire congolais des droits de l'homme (OCDH), accrédité comme observateur du scrutin, ont dénoncé les irrégularités : les listes non affichées, absences de bulletins de vote, retard important de l’ouverture des bureaux de vote. Le président de la Commission d'organisation des élections (Conel) Henri Bouka a reconnu des difficultés à Brazzaville et à Pointe-Noire.
À l'issue du premier tour, le Parti congolais du travail (PCT) du président Denis Sassou-Nguesso détient 50 sièges sur 137 et l'Union panafricaine de pour démocratie sociale (Upads) de l'ancien président Pascal Lissouba.
Les élections ont été réorganisées les 8 et 15 juillet dans 19 circonscriptions. Le second tour, prévu initialement le 22 juillet, est reporté au 5 août.

## Second tour
Le second tour s'est tenu le 5 août. L'opposition a dénoncé les fraudes. Joseph Kignoumbi Kia Mboungou, député sortant et dirigeant de l'Union panafricaine pour la démocratie sociale (UPADS) a dénoncé la volonté du pouvoir de restaurer le parti unique.
La Cour constitutionnelle a annulé le 26 octobre 2007 les élections législatives dans quatre circonscriptions sur 19 : Yamba, Kibangou, Kayes et Mbomo. Ces circonscriptions sont jugées proches du parti au pouvoir, le Parti congolais du travail.

## Résultats
Le Parti congolais du travail remporte les élections avec environ 34% des sièges, suivi du Mouvement congolais pour la démocratie et le développement intégral et de l'Union panafricaine pour la démocratie sociale qui en gagnent chacun 8%. Les divers candidats indépendants regroupent quant à eux 27% des sièges.